# 韋爾鎮區 (明尼蘇達州雷德伍德縣)
韋爾鎮區（英語：Vail Township）是位於美國明尼蘇達州雷德伍德縣的一個行政鎮區。

## 歷史
韋爾鎮區於1879年成立，得名自縣政府專員弗雷德·維爾·霍奇基斯（Fred Vail Hotchkiss）。

## 地方資料
韋爾鎮區的面積為91.02平方千米，當中陸地面積為90.79平方千米，而水域面積為0.23平方千米。根據2020年美國人口普查的數據，當地共有人口218人，而人口密度為每平方千米2.4人。